# Xi Aihua
Dans ce nom chinois, le nom de famille, Xi, précède le nom personnel.
Xi Aihua, née le 27 janvier 1982 à Shouguang, est une rameuse d'aviron chinoise.

## Carrière
Xi Aihua est médaillée de bronze aux Championnats du monde d'aviron 2007 à Munich et médaillée d'or aux Jeux olympiques d'été de 2008 à Pékin en quatre de couple.